# Klaus Hirte
Klaus Hirte (* 28. Dezember 1937 in Berlin; † 15. August 2002) war ein deutscher Opernsänger (Bariton).

## Leben

### Ausbildung
Klaus Hirte wuchs in Calw auf, erlernte den Beruf des Werkzeugmachers und sang gelegentlich im Bekanntenkreis Unterhaltungslieder. Nachdem er seinen Wehrdienst abgeleistet hatte, arbeitete er bei einer Autofirma in Stuttgart als Kraftfahrer. An der Musikhochschule Stuttgart ließ er seine Stimme bei Hans Hager ausbilden und wurde 1964 als Anfänger an die Stuttgarter Staatsoper engagiert, wo er seitdem große Erfolge hatte.

### Karriere als Opernsänger
Am Staatstheater Nürnberg sang er im Jahr 1971 den Beckmesser in Richard Wagners Oper Die Meistersinger von Nürnberg, der zukünftig seine Glanzrolle wurde. Er übernahm diese Partie auch an der Münchner Staatsoper, in Stuttgart, an der Deutschen Oper am Rhein in Düsseldorf und in den Jahren 1973 bis 1975 auch bei den Bayreuther Festspielen.
| Personendaten    | Personendaten         |
| ---------------- | --------------------- |
| NAME             | Hirte, Klaus          |
| KURZBESCHREIBUNG | deutscher Opernsänger |
| GEBURTSDATUM     | 28. Dezember 1937     |
| GEBURTSORT       | Berlin                |
| STERBEDATUM      | 15. August 2002       |